# 南矢名
南矢名（みなみやな）は神奈川県秦野市の地名・町名。同市では大根（おおね）地区に分類される。地区東部には住居表示が実施され、現行行政地名は、大字南矢名と南矢名一～五丁目である。

## 地理
秦野市の大根地区に位置し、地区の東部は小田急電鉄小田原線東海大学前駅を中心とした市街地となっている。

### 地価
住宅地の地価は、2023年（令和5年）1月1日の公示地価によれば、南矢名字宮田1857番30の地点で6万9500円/m2、南矢名5-4-6の地点で9万2600円/m2となっている。

### 面積
面積は以下の通りである。
| 大字・丁目   | 面積（km2） |
| ------------ | ----------- |
| 南矢名       | 2.459       |
| 南矢名一丁目 | 0.098       |
| 南矢名二丁目 | 0.123       |
| 南矢名三丁目 | 0.111       |
| 南矢名四丁目 | 0.152       |
| 南矢名五丁目 | 0.099       |
| 計           | 3.042       |

## 歴史
- もとは大住郡南矢名村。後に大住郡・中郡大根村となり、1955年（昭和30年）秦野市と合併して現在の秦野市南矢名となった。

## 住居表示実施地域
- 1993年（平成5年）に東海大学前駅近辺の市街地に住居表示が実施された。またその際に隣接する北矢名（きたやな）から南矢名に編入された地域もある。

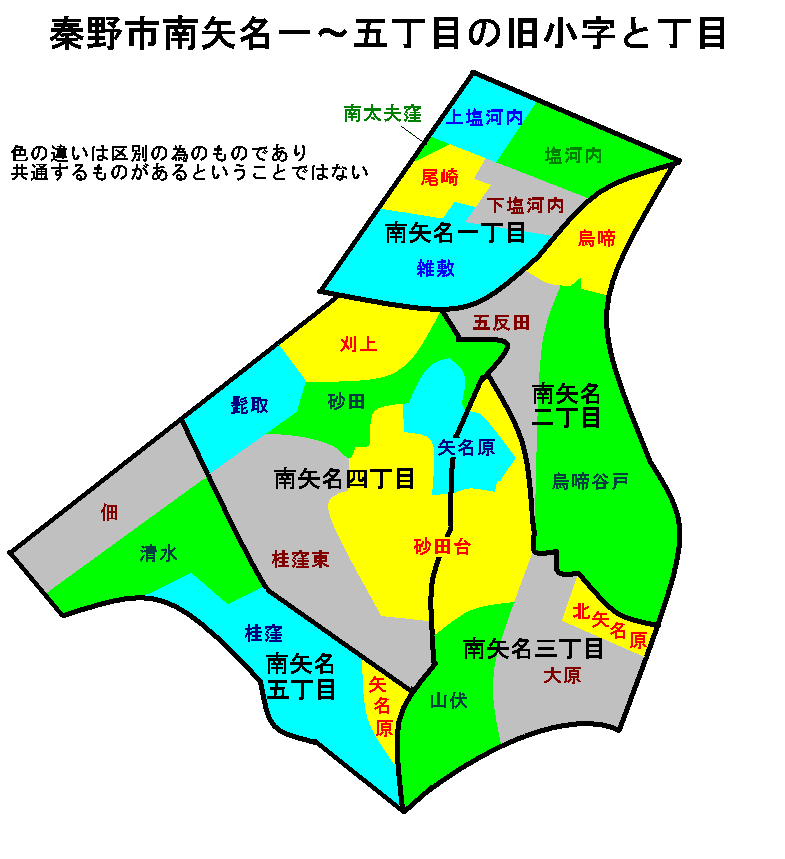
南矢名一～五丁目の旧小字対照図

| 実施前の小字 | よみがな         |
| ------------ | ---------------- |
| 南矢名一丁目 |                  |
| 尾崎         | おさき           |
| 上塩河内     | かみしおこうち   |
| 塩河内       | しおこうち       |
| 下塩河内     | しもしおこうち   |
| 雑敷         | ぞうしき         |
| 南太夫窪     | みなみたいくぼ   |
| 南矢名二丁目 |                  |
| 烏啼         | からすなき       |
| 烏啼谷戸     | からすなきやと   |
| 五反田       | ごたんだ         |
| 南矢名三丁目 |                  |
| 大原         | おおはら         |
| 北矢名原     | きたやなはら     |
| 砂田台       | すなだだい       |
| 矢名原       | やなはら         |
| 南矢名四丁目 |                  |
| 桂窪東       | かつらくぼひがし |
| 刈上         | かりあげ         |
| 砂田         | すなだ           |
| 砂田台       | すなだだい       |
| 髭取         | ひげとり         |
| 矢名原       | やなはら         |
| 南矢名五丁目 |                  |
| 桂窪         | かつらくぼ       |
| 清水         | しみず           |
| 佃           | つくだ           |
| 矢名原       | やなはら         |

## 世帯数と人口
2023年（令和5年）4月1日現在（秦野市発表）の世帯数と人口は以下の通りである。
| 大字・丁目   | 世帯数    | 人口     |
| ------------ | --------- | -------- |
| 南矢名       | 4,662世帯 | 9,125人  |
| 南矢名一丁目 | 307世帯   | 418人    |
| 南矢名二丁目 | 444世帯   | 657人    |
| 南矢名三丁目 | 366世帯   | 610人    |
| 南矢名四丁目 | 523世帯   | 989人    |
| 南矢名五丁目 | 385世帯   | 779人    |
| 計           | 6,687世帯 | 12,578人 |

### 人口の変遷
国勢調査による人口の推移。
| 年                 | 人口   |
| ------------------ | ------ |
| 1995年（平成7年）  | 15,510 |
| 2000年（平成12年） | 15,949 |
| 2005年（平成17年） | 16,285 |
| 2010年（平成22年） | 16,187 |
| 2015年（平成27年） | 15,596 |
| 2020年（令和2年）  | 14,504 |

### 世帯数の変遷
国勢調査による世帯数の推移。
| 年                 | 世帯数 |
| ------------------ | ------ |
| 1995年（平成7年）  | 7,179  |
| 2000年（平成12年） | 8,021  |
| 2005年（平成17年） | 8,246  |
| 2010年（平成22年） | 8,620  |
| 2015年（平成27年） | 8,339  |
| 2020年（令和2年）  | 7,859  |

## 学区
市立小・中学校に通う場合、学区は以下の通りとなる（2015年11月時点）。
| 大字・丁目   | 番地                         | 小学校             | 中学校             |
| ------------ | ---------------------------- | ------------------ | ------------------ |
| 南矢名       | 688～700 925～993 1016～1129 | 秦野市立広畑小学校 | 秦野市立大根中学校 |
| 南矢名       | その他                       | 秦野市立大根小学校 | 秦野市立大根中学校 |
| 南矢名一丁目 | 全域                         | 秦野市立大根小学校 | 秦野市立大根中学校 |
| 南矢名二丁目 | 全域                         | 秦野市立大根小学校 | 秦野市立大根中学校 |
| 南矢名三丁目 | 全域                         | 秦野市立大根小学校 | 秦野市立大根中学校 |
| 南矢名四丁目 | 全域                         | 秦野市立大根小学校 | 秦野市立大根中学校 |
| 南矢名五丁目 | 全域                         | 秦野市立大根小学校 | 秦野市立大根中学校 |

## 事業所
2021年（令和3年）現在の経済センサス調査による事業所数と従業員数は以下の通りである。
| 大字・丁目   | 事業所数  | 従業員数 |
| ------------ | --------- | -------- |
| 南矢名       | 143事業所 | 823人    |
| 南矢名一丁目 | 105事業所 | 828人    |
| 南矢名二丁目 | 50事業所  | 542人    |
| 南矢名三丁目 | 35事業所  | 298人    |
| 南矢名四丁目 | 22事業所  | 261人    |
| 南矢名五丁目 | 18事業所  | 67人     |
| 計           | 373事業所 | 2,819人  |

### 事業者数の変遷
経済センサスによる事業所数の推移。
| 年                 | 事業者数 |
| ------------------ | -------- |
| 2016年（平成28年） | 409      |
| 2021年（令和3年）  | 373      |

### 従業員数の変遷
経済センサスによる従業員数の推移。
| 年                 | 従業員数 |
| ------------------ | -------- |
| 2016年（平成28年） | 3,314    |
| 2021年（令和3年）  | 2,819    |

## 施設
- 天台宗医王山東光寺 薬師堂（矢名薬師） – 秦野市南矢名366[15]
  - 諏訪明神大祭（7月1日）
- 東海大学近道商店街
- 東海大学駅前商店会

## その他

### 日本郵便
- 郵便番号 : 257-0003[3]（集配局 : 秦野郵便局[16]）。

## 文献
- 秦野市（編）『秦野市史　第二巻』（1982年 秦野市）
- 秦野市（編）『秦野市字別区分図』（1983年 秦野市）
- 秦野市（編）『秦野市字界図』（1993年 秦野市）
- 秦野市（編）『秦野市内全地区小字一覧表』（2008年 秦野市）